# Чероки (Оклахома)
Чероки (англ. Cherokee) — город и административный центр округа Алфалфа в американском штате Оклахома. По данным переписи населения США 2020 года, численность населения составляла 1476 человек.

## Население
| 2010 | 2020  |
| ---- | ----- |
| 1498 | ↘1476 |